# Withius somalicus
Withius somalicus är en spindeldjursart som först beskrevs av Beier 1932.  Withius somalicus ingår i släktet Withius och familjen Withiidae. Inga underarter finns listade i Catalogue of Life.